# Облога Ла-Рошелі (1944—1945)
Облога союзниками Ла-Рошелі (фр. Poche de La Rochelle) — довготривала 9-місячна облога американо-французькими військами стратегічно важливої військово-морської бази німецького флоту в порту Ла-Рошелі на узбережжі Біскайської затоки на останньому етапі Другої світової війни. 

## Історія
Французьке місто-порт Ла-Рошель, розташоване на західному берегу Біскайської затоки в Аквітанії, було окуповане німецьким вермахтом у червні 1940 року в ході Французької кампанії. Після прийняття рішення командуванням німецьких Крігсмаріне була створена одна з військово-морських баз для підводних човнів Німеччини, зі створенням величезного бункера для субмарин, на якій базувалася 3-тя флотилія підводних човнів. У вересні 1944 року з наближенням союзних військ до портів, де базувалися німецькі підводні човни, Гітлер оголосив про створення фортеці Ла-Рошель (нім. Festung La Rochelle). Для її захисту були побудована фортифікаційна система укріплень, обладнані позиції берегової артилерії, численні ДОТи з бетонними сховищами, створена розгалужена мережа протитанкових ровів, посилена протитанковими та протипіхотними загородженнями по периметру порту та міста. Зовнішній оборонний периметр, основою якого були 43 залізобетонні оборонні споруди, проходив навколо Ла-Рошелі на відстані близько 10 км від центру міста.
6 червня 1944 року почалася висадка морського десанту союзників у Нормандії. Протягом наступних двох місяців точилася битва за Нормандію, доки силами 1-ї американської армії не була розпочата операція «Кобра». Скориставшись тим, що німців було втягнуто в битву за Кан, на східному фланзі сил вторгнення, генерал-лейтенант Омар Бредлі завдав потужного флангового удару. Подолавши опір військ на основних позиціях, американські війська прорвалися на оперативний простір та в подальшому, розвиваючи успіх, почали наступ на німецькі війська, що тримали оборону на заході в Бретані та на півдні в Аквітанії.
12 вересня 1944 року передові американські частини підійшли до околиць Ла-Рошелі, втім на штурм з ходу американське командування не наважилося, місто було повністю оточене з суходолу американськими формуваннями та французькими партизанами, розпочалася довготривала облога міста. Згодом американські війська вирушили далі на схід, а місто обложили французькі частини та напівмілітарні формування. Облога Ла-Рошелі відбувалася з вересня 1944 до травня 1945 року й проходила практично без застосування важкої зброї, тобто обстрілів корабельною артилерією й бомбардувань з повітря. Німецьке командування також бажало зберегти контроль над прибережним гарнізоном та інфраструктурою бази флоту і відхилило евакуацію, німецькі U-Boot продовжували створювати загрозу для судноплавних суден в Атлантиці.
Загалом 39 500 французьких цивільних мешканців міста перебували під владою віцеадмірала Ширліца, який виконував обов'язки командувача військово-морськими силами флоту на Атлантичному узбережжі, з 1943 року в Ла-Рошелі до кінця війни. Німецький гарнізон налічував 22 000 військових. Під час облоги союзники дозволяли постачання електроенергії, дров та деякі запаси, щоб полегшити становище мирного населення всередині обложеного міста. Між французами та німецькими окупаційними військами в Ла-Рошелі були укладені домовленості, отже французи не здійснювали спроб атакувати обложене місто, на що, у свою чергу, німці не руйнували портові установи Ла-Рошелі та не чинили масового терору серед французького населення.
Ла-Рошель було одним із останніх французьких міст, яке було визволено в 1945 році. Лише 7 травня 1945 року в місто увійшли союзники, тоді як в Дюнкерку німці здалися 9 травня, а в Сен-Назері 11 травня.